# Polizei-Bataillon 322
Das Polizei-Bataillon 322 war eine militärische Einheit der Ordnungspolizei im Zweiten Weltkrieg. Das Bataillon war aktiv am Holocaust und anderen Verbrechen beteiligt.

## Geschichte

### Vorgeschichte
Nach Kriegsbeginn und Zustimmung der Wehrmacht (OKW Az 12a AHA/AG/E (1d) Nr. 9371/39 vom 5. Oktober 1939) wurden mit Runderlass des Reichsinnenministers vom 11. Oktober 1939 (Pol.O.-Kdo.g.4 (P 1a) Nr. 28/39) 26.000 ungediente Wehrpflichtige als Polizeirekruten angeworben. Die Rekruten waren nur für den auswärtigen Einsatz vorgesehen und sollten den erwarteten Bedarf an Ordnungskräften in den von der Wehrmacht zu erobernden Gebiete sicherstellen. Dieser Dienst in der Schutzpolizei wurde daher auch als Wehrdienst anerkannt („Verordnung über die Aufnahme von ungedienten Wehrpflichtigen in die Schutzpolizei des Reiches“ v. 31. Oktober 1939, RGBl. Nr. 219/2137). Zwischen März 1940 und März 1941 stellte die Ordnungspolizei 31 Polizei-Ausbildungs-Bataillone auf. Wehrpflichtige der älteren Jahrgänge 1909–1912 bildeten die Mannschaft der späteren Polizei-Bataillone Nr. 301 bis Nr. 325. Die Männer waren bereits zwischen 27 und 30 Jahre alt, ihnen wurden vier Dienstjahre erlassen (daher „Wachtmeisterbataillone“) und nach einem Jahr eine Beförderung zum Oberwachtmeister versprochen. Die Führungspositionen in den Bataillonen stellten Berufspolizisten und auch einige Polizeireservisten.

### Polizei-Bataillon 322
Das Polizei-Bataillon 322 war eines der letztaufgestellten Wachtmeisterbataillone. Es wurde am 15. April 1941 aus dem Polizei-Ausbildungs-Bataillon „Wien-Kagran“ in Wien-Kagran gebildet. Obwohl in Wien aufgestellt, kamen die Offiziere auch aus dem „Altreich“ (Deutschland), ebenso zwei Drittel der Mannschaft. Vom 6. bis 10. Juni 1941 wurde das Bataillon nach Warschau verlegt, sodann ab dem 2. Juli 1941 nach Ostrów Mazowiecka, wo es tags darauf eintraf. Es wurde dem Polizei-Regiment Mitte unterstellt, das dem HSSPF Russland-Mitte Erich von dem Bach-Zelewski zugeordnet war. Das Polizei-Bataillon 322 bestand aus einem Stab und drei Kompanien, welche wiederum aus vier Zügen gebildet wurden. Zusätzlich existierte u. a. ein Nachrichtenzug und eine Kraftfahrzeugstaffel. Die Mannschaftsstärke betrug über 550 Mann, wobei zusätzlich 12 Offiziere, ein Arzt, fünf Verwaltungsbeamten, 101 Unterführer und 435 Wachtmeister hinzukamen.
Das Bataillon nahm von den ersten Tagen am Überfall auf die Sowjetunion teil. In der Nacht vom 5. auf den 6. Juli 1941 rückte die Einheit in die Stadt Białystok ein, in der wenige Tage zuvor bereits das Polizei-Bataillon 309 gewütet hatte. Das Bataillon hatte zunächst das Dulag (Durchgangslager) 185, 4 Kilometer außerhalb der Stadt, zu bewachen. Dabei wurden zwischen dem 11. und 14. Juli 73 Kriegsgefangene und Juden getötet. Ab dem 8. Juli 1941 begann das Bataillon mit der systematischen Durchsuchung der jüdischen Viertel der Stadt. Dabei wurden 22 Menschen sofort erschossen und weitere 16, die zunächst gefangen genommen worden waren, später hingerichtet. Darüber hinaus war vom 6. Juli bis 17. Juli 1941 das Bataillon für Straßensicherungen im Raum Białystok verantwortlich. Insgesamt hatte das Bataillon bis zum 14. Juli bereits 105 Menschen getötet.
Am 11. Juli 1941 erging der Befehl, alle jüdischen Männer von 17 bis 45 Jahren zusammenzutreiben und anschließend außerhalb der Stadt zu erschießen. Das Bataillon durchkämmte gemeinsam mit dem Polizei-Bataillon 316 die jüdischen Viertel und transportierte die Festgenommenen zu einem Hinrichtungsplatz. Dort ermordeten die Polizeitruppen etwa 3.000 jüdische Opfer.
Vom 17. bis 19. Juli 1941 wurde das Gebiet zwischen Białystok und Bereza-Kartuska vom Bataillon durchkämmt, um versprengte Einheiten zu zerschlagen und Soldaten der Roten Armee gefangen zu nehmen.
Am 23. Juli 1941 wurde die Polizeieinheit nach Białowieża zurück verlegt und direkt dem HSSPF Russland-Mitte unterstellt. Hier sollte das Bataillon ein Jagdgebiet für den „Reichsjägermeister“ Hermann Göring räumen. Die Polizeitruppe vertrieb zwischen dem 25. und 31. Juli 1941 insgesamt 6.446 Menschen aus 34 Dörfern. Zahlreiche Ortschaften wurden niedergebrannt. Während dieser Zeit bis einschließlich 2. August 1941 wurden 163 bis 166 Menschen, darunter insbesondere streikende Zwangsarbeiter, Kommunisten und Juden ermordet.
Während am 2. August 1941 die 1. und 2. Kompanie nach Baranawitschy verlegt wurden, trieb die 3. Kompanie in Białowieża weiter ihr Unwesen. So erhielt sie den Befehl, alle Juden im Ort zu liquidieren. Am 5. und 6. August wurden 54 Menschen getötet, am 8. August weitere 19 an einem Ort östlich von Białowieża. Am 9. August wurden dann alle restlichen Juden festgenommen, 77 von ihnen in den folgenden Tagen erschossen. Bis auf zehn Juden wurden alle übrigen Juden nach Kobryn verschleppt. Schließlich wurden am 11. August noch ein Jude und zwei polnische Bauern getötet.
In Narewka Mala erschoss das Bataillon am 15. August 1941 282 jüdische Männer. 259 Frauen und 162 Kinder wurden wieder nach Kobryn verschleppt. Am 17. August 1941 übergab das Bataillon Unterkünfte in Białowieża an das Polizei-Bataillon 323 aus Tilsit und zog am 19. August 1941 aus dem Ort ab. Noch am 18. August 1941 tötete die 3. Kompanie in Narewka Mala 26 Kommunisten, darunter 5 Juden.
Vom 14. bis 16. August 1941 war die erste Kompanie in Minsk für Bewachungsaufgaben und Absicherung eines Besuches von Heinrich Himmler eingesetzt. Während des Einsatzes in Baranawitschy vom 5. bis 25. August 1941 fanden Einzelerschießungen statt, denen jüdische Männer, Frauen und Kinder, sowie Kommunisten zum Opfer fielen.

### III. Bataillon des Polizei-Regimentes Mitte
Am 22. August 1941 wurde das Polizei-Bataillon 322 in III. Bataillon des Polizei-Regimentes Mitte umbenannt.
Am 25. und 26. August 1941 durchsuchte das Bataillon in Pinsk jüdische Häuser. Zu einer Massenerschießung kam es nicht.
Demgegenüber wurden am 28. August 1941 in Antopal 257 Juden vom Polizeiverband ermordet. Am selben Tag führte das Bataillon in Bereza-Kartuska einen Sondereinsatz durch, bei dem eine unbekannte Zahl an Menschen Opfer der Polizeieinheit wurde.
Am 31. August und 1. September 1941 war das Bataillon an der Festnahme von Juden in Minsk und deren Hinrichtung beteiligt. Insgesamt wurden 2.278 Juden in der Minsker Heide getötet.
An dieses Massaker schloss sich ein Einsatz gegen Partisanen in Usda an, bei dem 7 von ihnen erschossen wurden. Am 7. und 8. September 1941 verlegte das Bataillon nach Mahiljou/Mogilew. Im Gebiet um Klitschew, einer Stadt nordöstlich von Babrujsk erfolgte im Verband mit dem Polizei-Regiment Mitte, dem Sicherungs-Regiment 2 der 286. Sicherungs-Division und der 221. Sicherungs-Division vom 10. bis zum 12. September 1941 einen Einsatz gegen Partisanen durch. Ab 15. September folgten weitere Einsätze im Raum Mogilew als „Befriedungsaktionen“. Hierbei fanden Einzelerschießungen statt, denen vom 16. bis 18. September 62 Menschen zum Opfer fielen, insbesondere Kommunisten, Juden und Personen ohne Ausweispapiere. Am 22. September wurden in Barsuki, 27 Kilometer südöstlich von Mogilew, 13 Menschen getötet, 2 weitere in Batunj. Zwei Tage später erschossen Angehörige des Bataillons vier sowjetische Kriegsgefangene.
Der Ort Knjaschizi, 15 Kilometer nordwestlich von Mogilew an der heutigen M4, wurde am 25. September im Rahmen einer „Übung“ vom Polizeiverband umstellt, 51 jüdische Menschen zusammengetrieben und 32 von ihnen erschossen. Zwei Tage später wurden 3 „Rädelsführer“ einer „Meuterei“ vom Bataillon ermordet. Am 29. September 1941 tauchte der Polizeiverband in Daschkowka, 19 Kilometer südlich von Mogilew, an der Bahnlinie nach Bychau gelegen, auf. Dort wurden bei einer „Befriedungsaktion“ 65 Partisanen und 14 Juden getötet. Am 1. und 2. Oktober 1941 erschoss das Bataillon 13 weitere Kommunisten und Partisanen in der Region um Mogilew. Dabei wurden die Häuser der Ermordeten niedergebrannt.
Am 2. Oktober 1941 wurden jüdische Viertel in Mogilew durchsucht, über 2.000 Personen gefangenen genommen und 2.208 schließlich am folgenden Tag in der Nähe der Stadt hingerichtet.
Vom 4. bis 22. Oktober 1941 verlegte der Bataillonsstab seinen Sitz nach Stary Bychau. Hier wurde die Einheit zum Kampf gegen Partisanen eingesetzt. Insgesamt tötete das Bataillon 378 Partisanen und 285 sonstige Personen. Auf Anforderung der Feldkommandantur in Propoisk wurde am 22. Oktober 1941 in Krasnopolje, 90 Kilometer südöstlich von Mogilew, 121 Juden wegen angeblicher Unterstützung von Partisanen erschossen. Am folgenden Tag fielen 219 Menschen, nahezu allesamt jüdische Frauen, am selben Ort dem Bataillon zum Opfer.
Bis 28. Oktober 1941 wütete das Bataillon noch im Raum um Stary Bychau, wo es bei der Wahrnehmung von „Sicherungsaufgaben“ weitere 47 Menschen ermordete. Am 29. Oktober erfolgte die Verlegung des Verbandes nach Smolensk, wo er ebenfalls zur Bewachung und Sicherung in der Stadt eingesetzt war.
Im Zeitraum zwischen dem 17. Dezember 1941 und dem 4. Januar 1942 erschossen Angehörige des Bataillons in Mogilew 250 Patienten einer psychiatrischen Klinik außerhalb der Stadt sowie die Bewohner eines Waisenhauses.
Mit der sowjetischen Gegenoffensive in der Schlacht um Moskau im Dezember 1941 und Januar 1942 oblag dem Bataillon die Sicherung von Bahnstrecken und insbesondere der Bahnhöfe Kolodnja östlich von Smolensk und Smolensk-Ost. Gleichzeitig wurden von „Stützpunktwachen“ des Bataillons 19 Juden, Kommunisten, Partisanen und entflohene Kriegsgefangene erschossen. Am 7. Februar 1942 wurde das Bataillon direkt dem Standortkommandanten von Smolensk unterstellt. Zugleich übernahm die Einheit den Verteidigungsabschnitt Gniesdowa, westlich von Smolensk. Dabei wurden Bewohner des Dorfes aus ihren Häusern vertrieben.
Am 24. Februar 1942 wurden in Malaja Dressna fünf Juden erschossen.
Von März bis Mai 1942 war das Bataillon erneut im Kampf gegen Partisanen im Raum Smolensk eingesetzt. Vom 24. bis zum 28. März tötete die Polizeieinheit 336 Partisanen. Am 13. April 1942 fielen dem Bataillon 83 Partisanen zum Opfer. Sowohl am 22. April, als auch am 14. Mai 1942 erlitt der Verband Verluste bei Kämpfen mit Partisanen.
Am 16. Mai 1942 wurde das Bataillon durch das Reserve-Polizei-Bataillon 6 abgelöst und am 19. Mai 1942 nach Kattowitz verlegt.

### II. Bataillon des Polizei-Regimentes 5
Im Juli 1942 erfolgte die weitere Verlegung nach Belgrad. Hier wurde es dem neu gebildeten Polizei-Regiment 5 unterstellt, dessen I. Bataillon aus dem Reserve-Polizei-Bataillon 64 stammte. Das III. Bataillon war in Oranienburg aufgestellt worden. Das ehemalige Polizei-Bataillon 322 wurde bis zur Räumung in Serbien eingesetzt.
Im April 1944 war das Bataillon im Süden Ungarns stationiert. Hier war es an der Konzentration von Juden aus der Batschka und der Baranya in Ghettos in Baja, Bačka Topola und Subotica beteiligt. Ab dem 15. Mai 1944 wurden dann die Juden in das Konzentrationslager Auschwitz deportiert, wobei hieran das Bataillon offensichtlich nicht beteiligt war, da es ab diesem Zeitpunkt nach Montenegro verlegt wurde.

## Kommandeure
- April 1941 bis August 1942: Major Gottlieb Nagel
- November 1942 (taq) bis Juli 1944 (tpq): Major August Binder[25]

## Ermittlungen wegen Kriegsverbrechen nach 1945
Nach Ermittlungen der Zentralen Stelle Ludwigsburg wurden Ende der 1950er Jahre etwa 30 Angehörige des Bataillons im Zusammenhang mit Kriegsverbrechen als Zeugen oder Beschuldigte vernommen; dies führte zu Ermittlungen gegen Angehörige des Polizei-Bataillons 309 im Rahmen der Bialystok-Prozesse. Hingegen wurde kein Angehöriger des Bataillons 322 wegen der Kriegsverbrechen des Bataillons verurteilt.
Das Landgericht Freiburg sprach im Juli 1963 den früheren Bataillonsadjutanten, den Chef der 3. Kompanie und den Führer des 2. Zuges der 1. Kompanie frei. Eine Revision der Staatsanwaltschaft zum Bundesgerichtshof blieb erfolglos.
In zwei Entscheidungen des Landgerichtes Darmstadt wurden 21 ehemalige Angehörige des Bataillons wegen Befehlsnotstandes von weiterer Strafverfolgung verschont.